# Hermann Roeren
Hermann Roeren (né le 29 mars 1844 à Rüthen et mort le 23 décembre 1920 à Cologne-Lindenthal) est un avocat allemand et député du Reichstag.

## Biographie
Roeren, qui siège pour le Zentrum au Reichstag depuis 1893, joue un rôle décisif dans l'éclaircissement de plusieurs scandales entourant le fonctionnaire colonial Geo A. Schmidt (de), survenus au début du XXe siècle dans la colonie allemande du Togo. Avec Matthias Erzberger, Hermann Roeren est un porte-parole contre la poursuite des guerres coloniales dans les colonies allemandes et contre la proposition du gouvernement pour un budget supplémentaire, qui est liée aux coûts administratifs élevés et à la répression du soulèvement Herero et Nama en Sud-Ouest africain allemand.
En 1898, lui et le Volkswartbund fondent le mouvement moral catholique à Cologne. Il est le porte-parole du Zentrum dans la campagne visant à renforcer le droit pénal par le biais du soi-disant Lex Heinze (de).
Avant les soi-disant « élections Hottentot » en 1907, Roeren publie des documents qui incriminent divers fonctionnaires coloniaux et hommes d'affaires pour diverses infractions. Par exemple, la conclusion d'accords de monopole entre l'Empire allemand et la compagnie maritime Woermann et la compagnie Tippelskirch pour du matériel militaire qui livre des marchandises aux colonies à des prix extrêmement gonflés. Le ministre de l'Agriculture de l'époque, Victor von Podbielski, est copropriétaire de Tippelskirch & Co.
Au cours du débat, les opposants politiques de Roeren accusent Roeren d'avoir fait chanter le gouvernement du Reich et veulent lui imposer la volonté du Zentrum.